# Friedenstäubchen

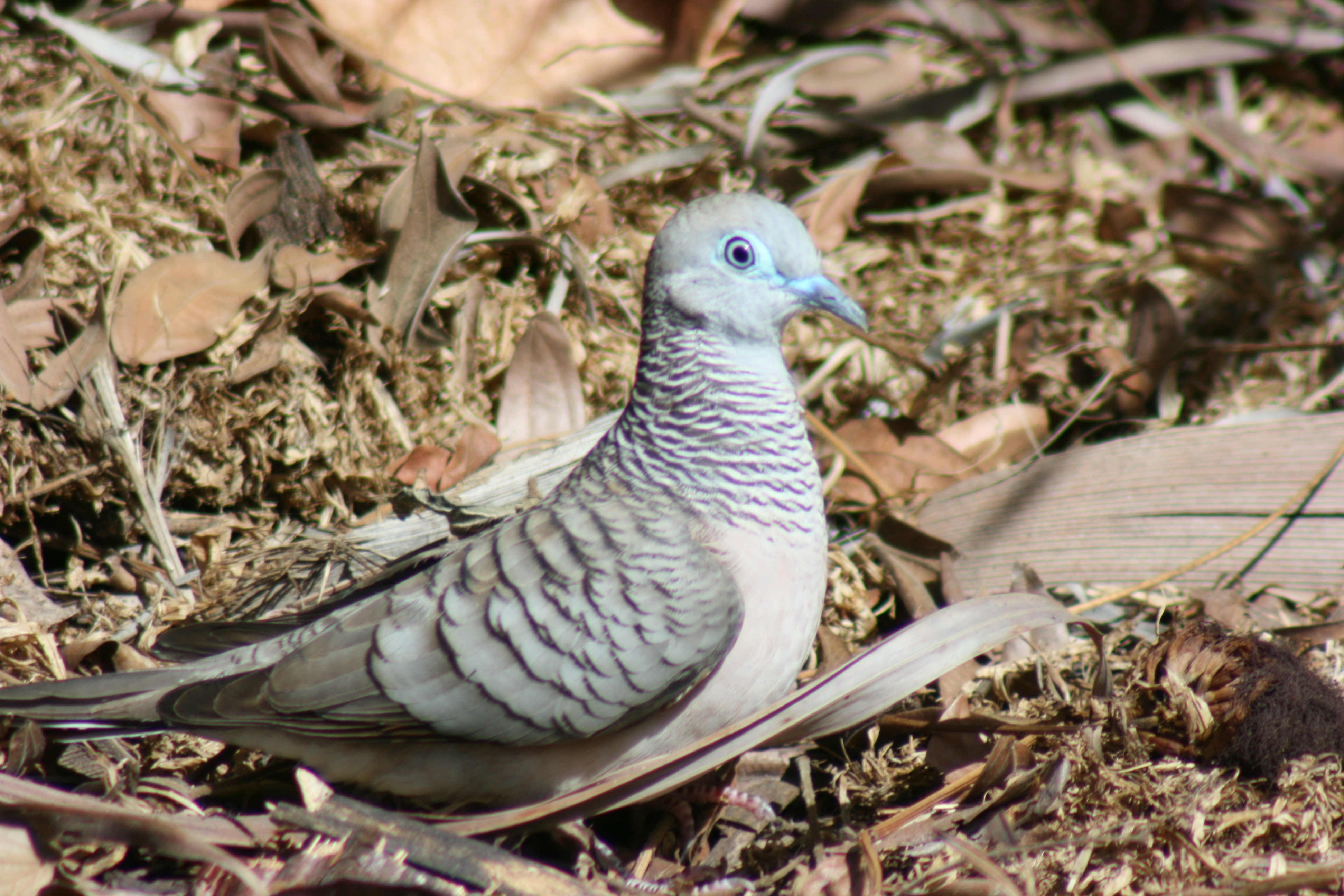

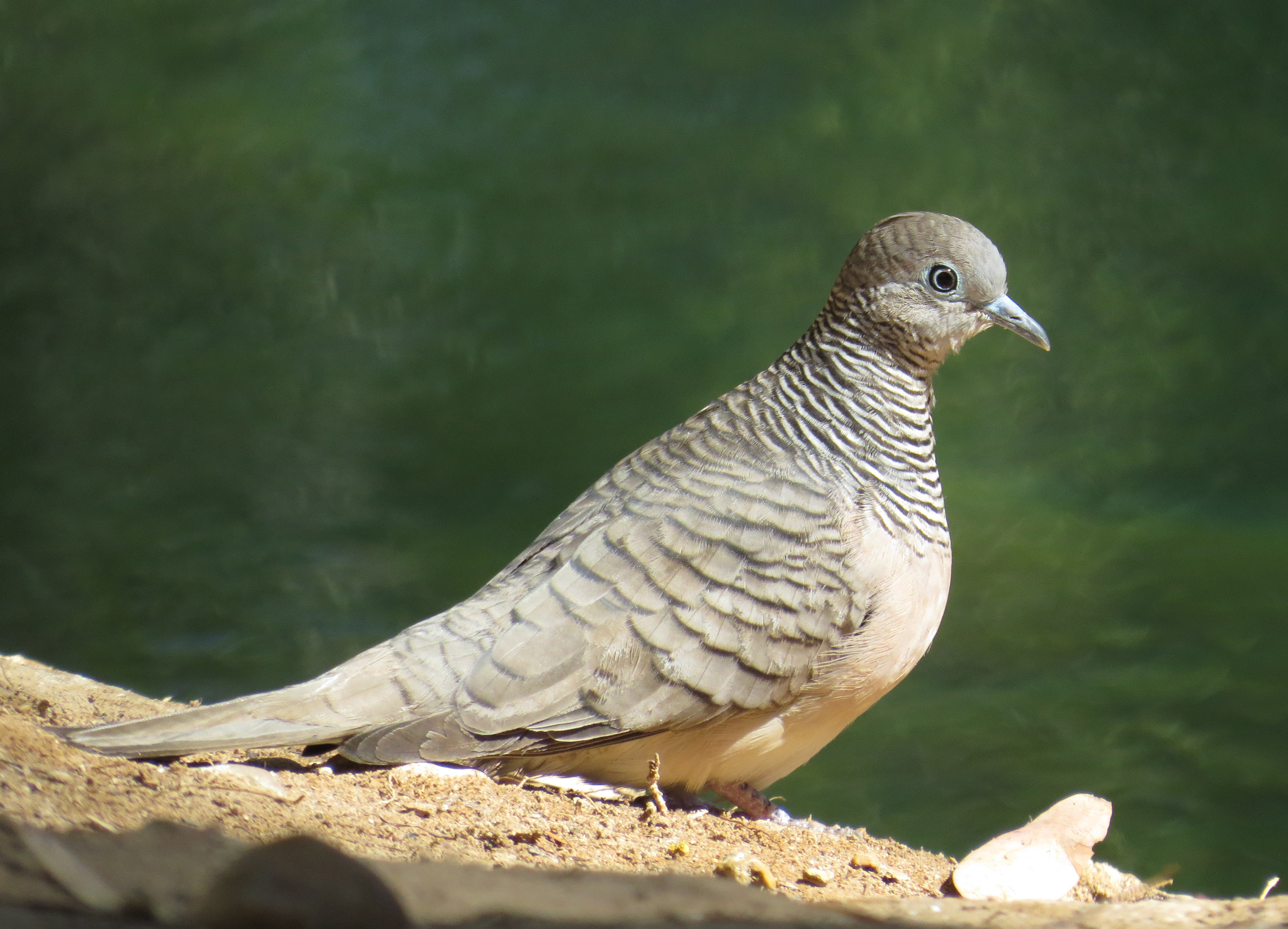
Friedenstäubchen

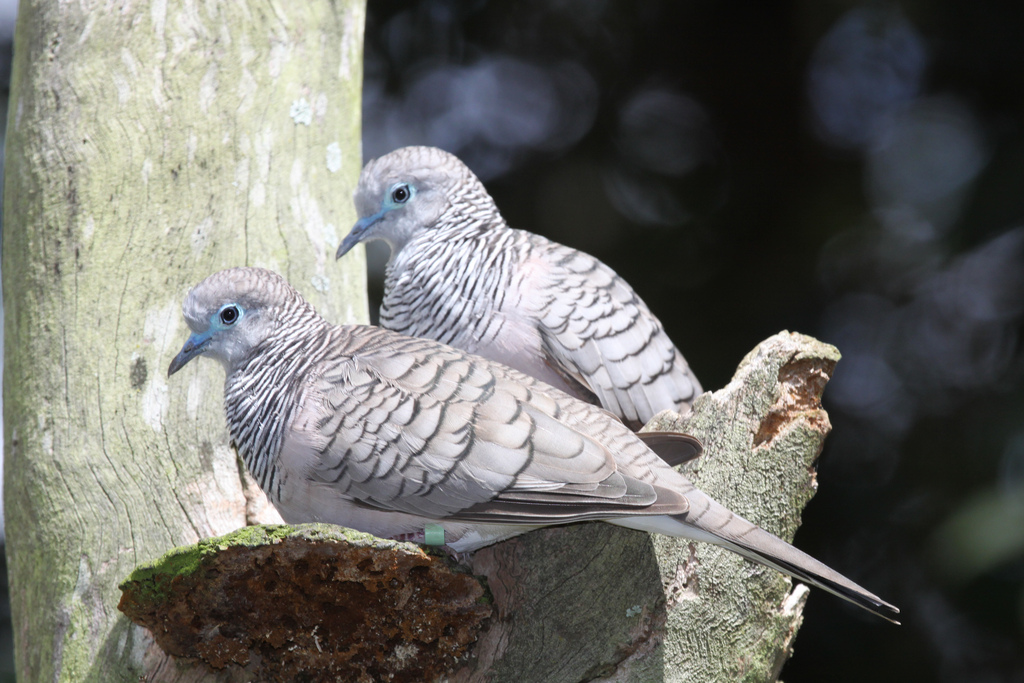
Friedenstäubchen

Das Friedenstäubchen (Geopelia placida) ist eine Art der Taubenvögel. Sie kommt ausschließlich in Australien und Neuguinea vor. Von einigen Autoren wird sie als Unterart des Sperbertäubchens eingeordnet. Die Art gilt in ihrem Bestand als nicht gefährdet.

## Erscheinungsbild
Das Friedenstäubchen erreicht eine Körperlänge von 20 bis 22 Zentimetern. Es handelt sich um eine schmale, schlank gebaute Art mit einem langen, abgestuften Schwanz. Der Geschlechtsdimorphismus ist nur sehr gering ausgeprägt. Die Männchen haben eine intensivere Färbung als die Weibchen.
Die Art ist auf der Körperoberseite grau. Die einzelnen Federn sind breit dunkelgrau gesäumt, so dass die Art grob gesperbert bis fast geschuppt wirkt. Die Sperberung zieht sich bis zur Brustmitte und zu den Halsseiten. Die Bauchseiten sowie der Bauch sind dagegen ohne Sperberung und weißlich mit einem weinrötlichen Hauch.

## Verbreitungsgebiet und Lebensraum
Das Friedenstäubchen kommt im Süden und disjunkt im Südosten Neuguineas vor. Sie besiedelt außerdem die Aru-Inseln, eine Inselgruppe 150 Kilometer südlich von Neuguinea in der Arafurasee.  Das Verbreitungsgebiet in Australien ist sehr groß, allerdings auch nicht zusammenhängend. Eine Population besiedelt den Westen Australiens bis zur Großen Sandwüste. Ein zweites, sehr großes Verbreitungsgebiet erstreckt sich vom Nordwesten Australiens bis in den Südosten Australiens. Im Northern Territory fehlt sie nur in der sehr trockenen Region um Alice Springs. In großen Teilen des Verbreitungsgebietes ist das Friedenstäubchen eine häufige bis sehr zahlreiche Art. 
Der Lebensraum des Friedentäubchen sind offene Wälder, Strauchsavannen und Savannen dominiert von Eukalyptus, Akazien und Kasuarinen. Die Art hält sich grundsätzlich in der Nähe von Wasserstellen auf. Das Friedenstäubchen hat sich außerdem landwirtschaftliche Flächen sowie Gärten und Parks als Lebensraum erschlossen.

## Verhalten
Ähnlich wie das Sperbertäubchen verbringt das Friedenstäubchen einen großen Teil des Tages auf Nahrungssuche am Boden. Dabei hält es sich gewöhnlich in kleinen Trupps oder in Paaren auf. An Wasserstellen kann es jedoch zu größeren Ansammlungen kommen. Das Nahrungsspektrum umfasst vor allem kleine Sämereien. Es ist eine sehr zutrauliche Art, die in den Außenanlagen von Restaurants und Cafés häufig zwischen den Tischen nach Nahrung sucht. 
Die Fortpflanzungszeit variiert in Abhängigkeit vom Standort. Im Süden Australiens brüten Friedenstäubchen gewöhnlich im Zeitraum September bis Februar. Die Balz ähnelt dem der Diamanttaube, allerdings hebt und fächert das Männchen der Friedenstaube den Schwanz nicht so weit wie das Männchen der Diamanttaube. Das Brutterritorium eines Friedenstaubenpaares wird auf 300 bis 400 Quadratmeter geschätzt. Das Gelege besteht aus zwei Eiern. Die Brutzeit beträgt 13 Tage. Frisch geschlüpfte Jungen sind grau gefärbt und wiegen zwischen fünf und sieben Gramm. Die Jungvögel verlassen mit 16 Tagen das Nest, werden dann aber noch weitere 14 Tage gefüttert. Meistens ist es das Männchen, die die Jungvögel in dieser Zeit noch füttern.

## Haltung in menschlicher Obhut
Friedenstäubchen spielen ebenso wie die Diamanttäubchen in der Wildtaubenhaltung eine Rolle. Die Tauben wurden erstmals 1864 im Zoo von London gezeigt. Die Erstzucht gelang zu Beginn der 1880er Jahre in Amsterdam, in Deutschland fand sie 1881 statt. Das Friedenstäubchen gilt als friedliche Art, die anders als das Sperbertäubchen auch mit anderen Kleintauben vergesellschaftet werden kann.